# Kesselschmied
Der Kesselschmied stellt vor allem Gefäße aus Bronze, Messing, wie auch Kupfer in den unterschiedlichsten Größen und Formen her. Er zählt – wie der Kupferschmied – zu den Kaltschmieden. Ebenso kann er aber auch mit Stahl und Aluminium arbeiten. In Deutschland wurde der Beruf im November/Dezember 1936 erstmals als anerkannter Lehrberuf genannt 1956 erfolgte die Umbenennung in Kessel- und Behälterbauer. 1987 erfolgte die Umbenennung in Anlagenmechaniker.